# Anses des Tourbillons
Anses des Tourbillons är en vik i Antarktis. Den ligger i Östantarktis. Frankrike gör anspråk på området.